# Mansour Ojjeh
Mansour Ojjeh (ur. 25 września 1952, zm. 6 czerwca 2021) – francuski przedsiębiorca pochodzenia saudyjskiego, posiadał część udziałów firmy Techniques d’Avant Garde.
Ojjeh był dyrektorem generalnym TAG, które posiadało 15% akcji McLaren Group, na które z kolei składał się między innymi zespół wyścigowy Formuły 1 McLaren.
Zmarł 6 czerwca 2021 w Genewie w wieku 68 lat.